# Malcolm D. Lee
Malcolm D. Lee (New York, 11 januari 1970) is een Amerikaans filmregisseur, scenarioschrijver en producent.
Lee werd geboren in het stadsdeel Queens van de Amerikaanse stad New York. Hij is afgestudeerd aan het Packer Collegiate Institute in Brooklyn en de Universiteit van Georgetown in Washington. Lee regisseerde onder andere de musicalfilm Soul Men met Samuel L. Jackson en Bernie Mac in de hoofdrol en de komische roadmovie Girls Trip met Regina Hall, Queen Latifah, Jada Pinkett Smith en Tiffany Haddish in de hoofdrol. In 1996 won hij op het Palm Springs International ShortFest een Student Award in de categorie beste comedy.
Hij is de neef van filmmaker Spike Lee.

## Filmografie

### Film
| Jaar | Titel                       | Regisseur | Scenarist | Producent  | Opmerkingen                                                                                        |
| ---- | --------------------------- | --------- | --------- | ---------- | -------------------------------------------------------------------------------------------------- |
| 1999 | The Best Man                |           |           |            | Black Reel Award voor beste regisseur Black Reel Award voor beste scenario, origineel of bewerking |
| 2002 | Undercover Brother          |           |           |            | |
| 2005 | Roll Bounce                 |           |           |            | |
| 2008 | Welcome Home Roscoe Jenkins |           |           | Uitvoerend | |
| 2008 | Soul Men                    |           |           |            | |
| 2013 | Scary Movie 5               |           |           |            | |
| 2013 | The Best Man Holiday        |           |           |            | |
| 2016 | Barbershop: The Next Cut    |           |           | Uitvoerend | |
| 2017 | Girls Trip                  |           |           |            | |
| 2018 | Night School                |           |           | Uitvoerend | |
| 2021 | Space Jam: A New Legacy     |           |           |            | |

### Televisie
| Jaar | Titel                     | Regisseur | Scenarist | Producent | Opmerkingen                        |
| ---- | ------------------------- | --------- | --------- | --------- | ---------------------------------- |
| 2006 | Everybody Hates Chris     |           |           |           | Afl. "Everybody Hates the Lottery" |
| 2017 | Shots Fired               |           |           |           | Afl. "Hour Four: Truth"            |
| 2019 | Wu-Tang: An American Saga |           |           |           | Afl. "Box in Hand"                 |